# Guane (Cuba)
Guane es una localidad y también un municipio  cubano perteneciente a la provincia de  Pinar del Río. Es una región fundamentalmente tabacalera, cuenta con una población de 35 893 habitantes y una extensión superficial de 717 km². 

## Geografía
Limita al norte con el municipio de Minas; al sur con el municipio Sandino; al este con el municipio de San Juan y Martínez y el Mar Caribe, Ensenada de Cortés; y al oeste con el municipio de Mantua.

## Núcleos de población
Actualmente el municipio está dividido en 8 Consejos Populares:
| Consejo Popular         | Población (2011) | Área (km²) |
| ----------------------- | ---------------- | ---------- |
| Guane 1                 | 6 429            | 19.70      |
| Guane 2                 | 7 004            | 60.30      |
| Isabel Rubio            | 7 049            | 29.92      |
| Molina - El Valle       | 3 358            | 105.50     |
| Sábalo                  | 3 390            | 61.50      |
| Combate de las Tenerías | 2 132            | 77.00      |
| Los Portales            | 3 306            | 125.00     |
| Punta de la Sierra      | 3 050            | 238.37     |
| Total                   | 35 718           | 717.29     |

## Historia
El municipio Guane surge a partir de la última división político - administrativa, en octubre de 1976.
El Partido de Guane  fue una división administrativa histórica de la Jurisdicción de Pinar del Río en el Departamento Occidental de la isla de Cuba.
Comprendía los caseríos de Bailén o de Garay y de El Sábalo, así como las aldeas de Guane o de Filipinas y Martínez y del Paso Real.